# Motif
Motif – biblioteka graficzna służąca do tworzenia graficznego interfejsu użytkownika w X Window System. Biblioteka ta pojawiła się w latach 1980 na stacjach Unixowych, jako konkurent dla OpenLook.
Motif jest zatwierdzony jako standard o nazwie IEEE 1295. Jest on także używany jako podstawa środowiska Common Desktop Environment. Od wersji 2.1 Motif obsługuje kodowanie Unicode.
Motif wyróżnia się użyciem kanciastych, żłobionych elementów interfejsu użytkownika z efektem trójwymiarowości – pasków menu, przycisków, suwaków, pól tekstowych, itp.  Stało się to modne, jak tylko w Windows 3.x pojawił się efekt 3D.
Pojawiają się argumenty, że Motif w porównaniu do GTK+ lub Qt jest przestarzały: Sun Microsystems - główny użytkownik Motifa zapowiedział, że ma zamiar wykorzystywać GTK+ (i GNOME). Motif jest jednak często wybierany dla systemów wymagających stabilności np. w przemyśle kosmicznym.
Motif został stworzony przez Open Software Foundation - aktualnie The Open Group.
Istnieje kilka implementacji Motifa:
- Oryginalny Motif.
- Open Motif - wydanie Motif na mniej restrykcyjnej licencji.
- LessTif - projekt mający na celu opracowanie API Motifa na licencji LGPL.